# Myopa maculata
Myopa maculata är en tvåvingeart som beskrevs av Macquart 1835. Myopa maculata ingår i släktet Myopa och familjen stekelflugor.
Artens utbredningsområde är Frankrike. Inga underarter finns listade i Catalogue of Life.